# Lekníny
Lekníny (francouzsky Les Nymphéas) je název řady asi 250 obrazů hladiny rybníka s květy leknínů, kterou vytvořil francouzský malíř Claude Monet. Obrazy Monet maloval na zahradě svého domu v Giverny, který dnes patří nadaci Fondation Claude Monet. Řada Leknínů byla Monetovým hlavním uměleckým zájmem v posledních třiceti letech jeho života; mnohé z nich maloval ještě v době, kdy již byl vážně postižen šedým zákalem. Zatímco raná díla série jsou poměrně realistická, pozdní Lekníny se stále více blíží abstraktnímu umění.
Lekníny jsou zastoupeny v řadě předních světových uměleckých institucí i v soukromých sbírkách. Dvanáct pláten podélného formátu, které Monet věnoval v roce 1923 státu, je vystaveno v pařížském Muzeu Oranžérie, kde pro ně byly vybudovány dva oválné sály.  V červnu 2014 se jeden z obrazů této řady vydražil v Londýně u firmy Sotheby's za 54 milionů amerických dolarů.

## Galerie

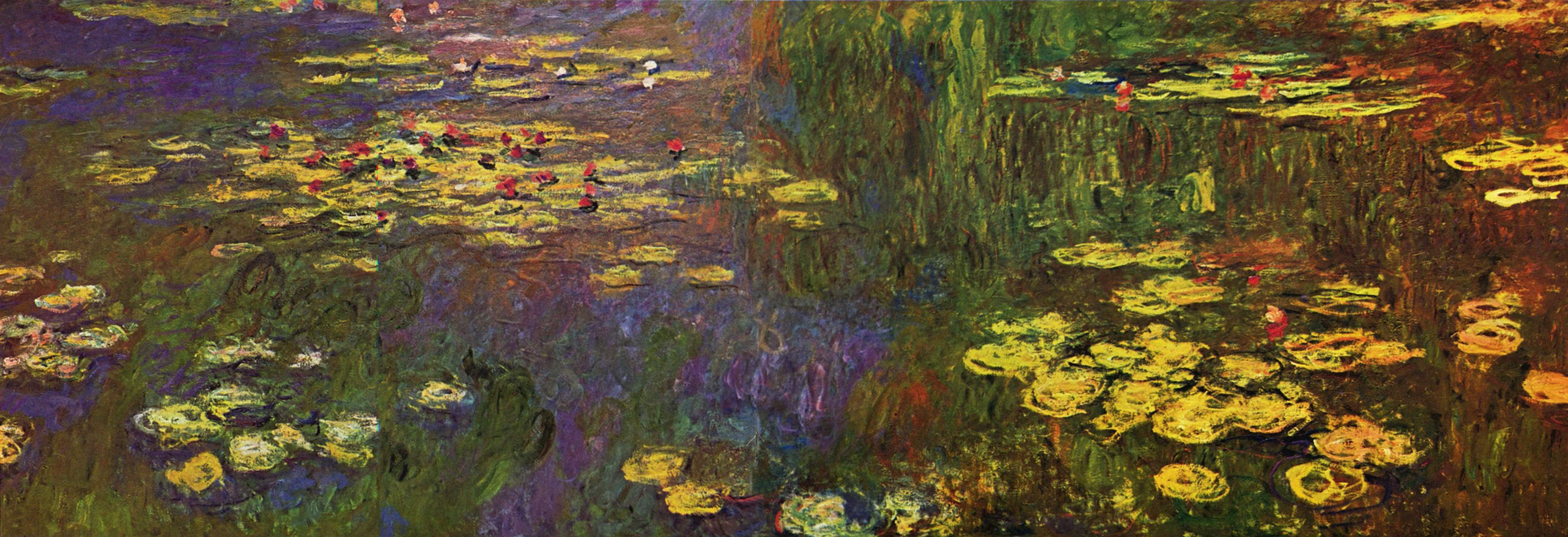
Lekníny, 1920–1926, Musée de l'Orangerie
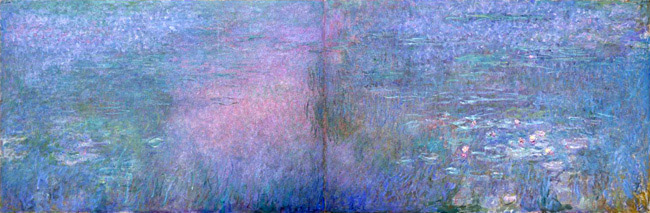
Rybník s lekníny, asi 1915–1926, Chichu Art Museum, Naošima, Japonsko
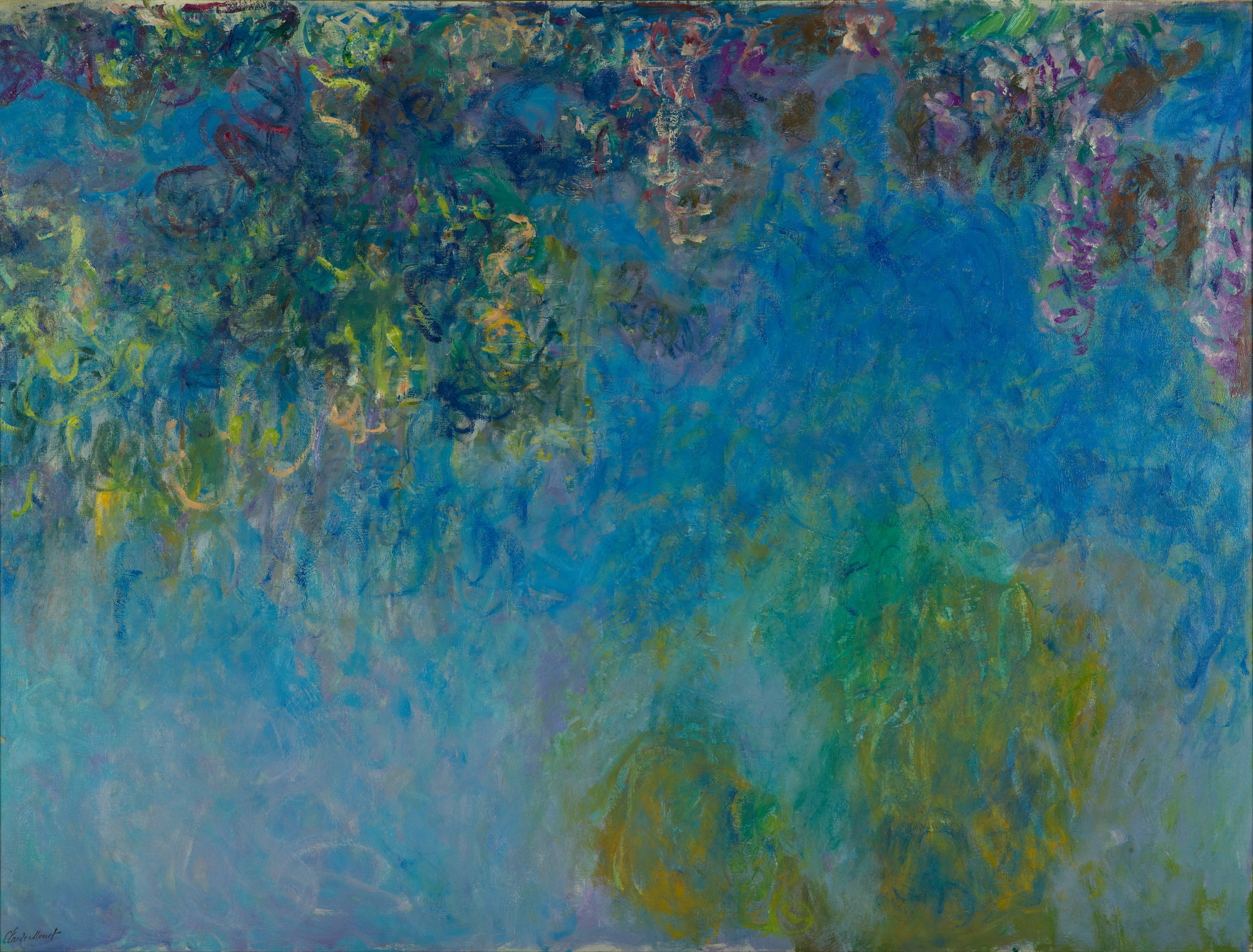
Vistárie, 1925, Gemeentemuseum Den Haag
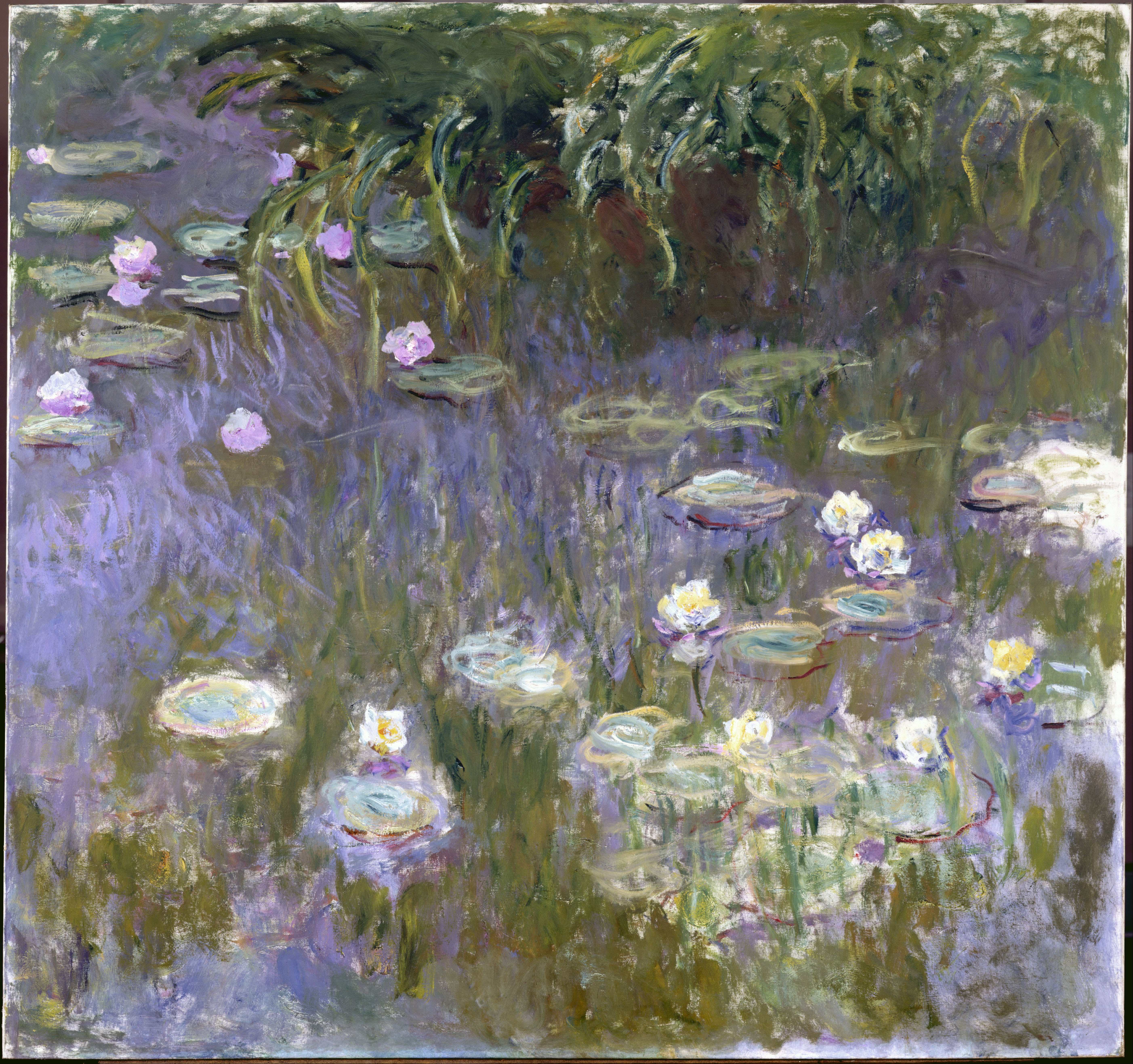
Lekníny, 1922, Toledo Museum of Art
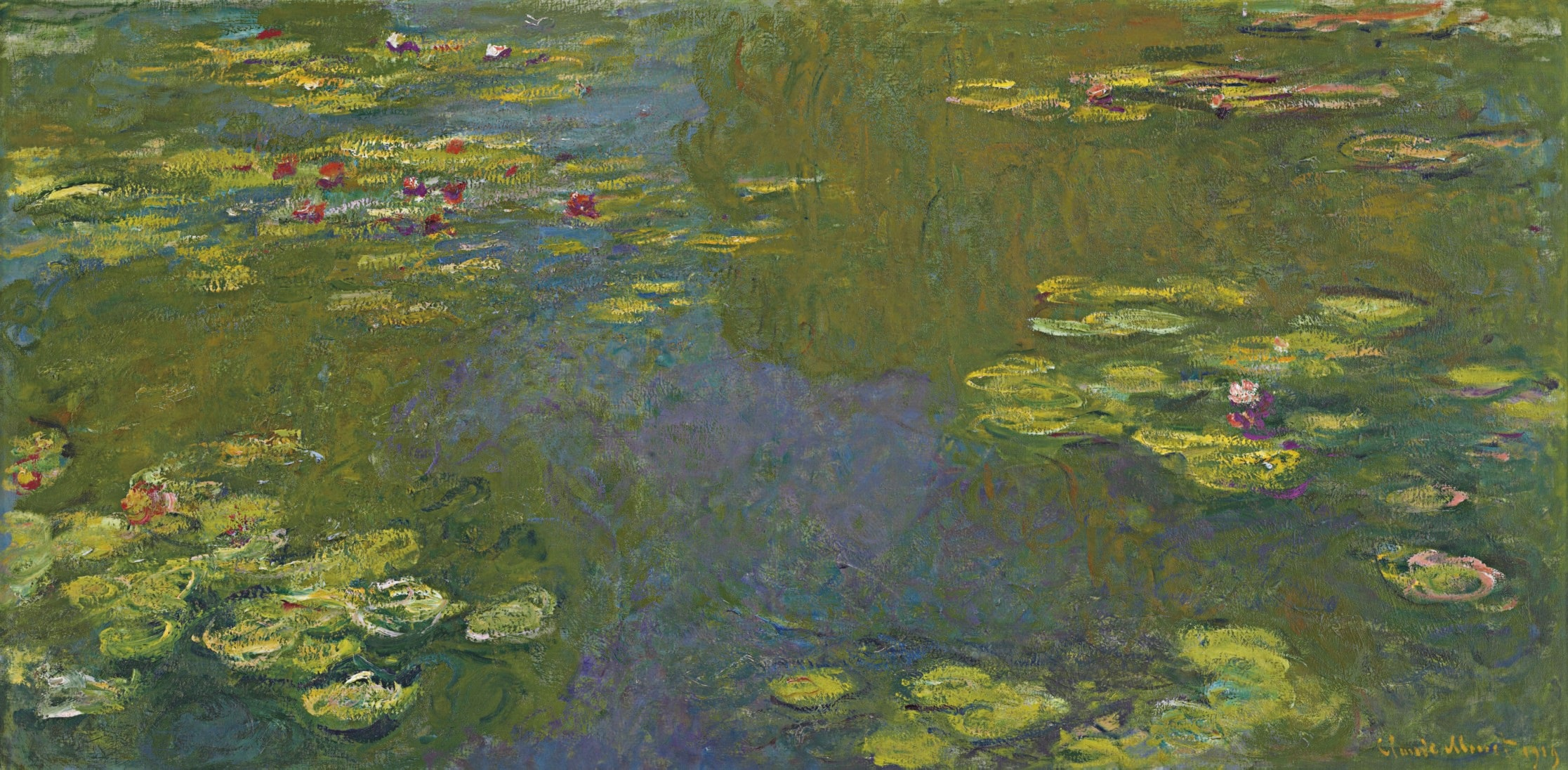
Rybník s lekníny, 1919, soukromá sbírka
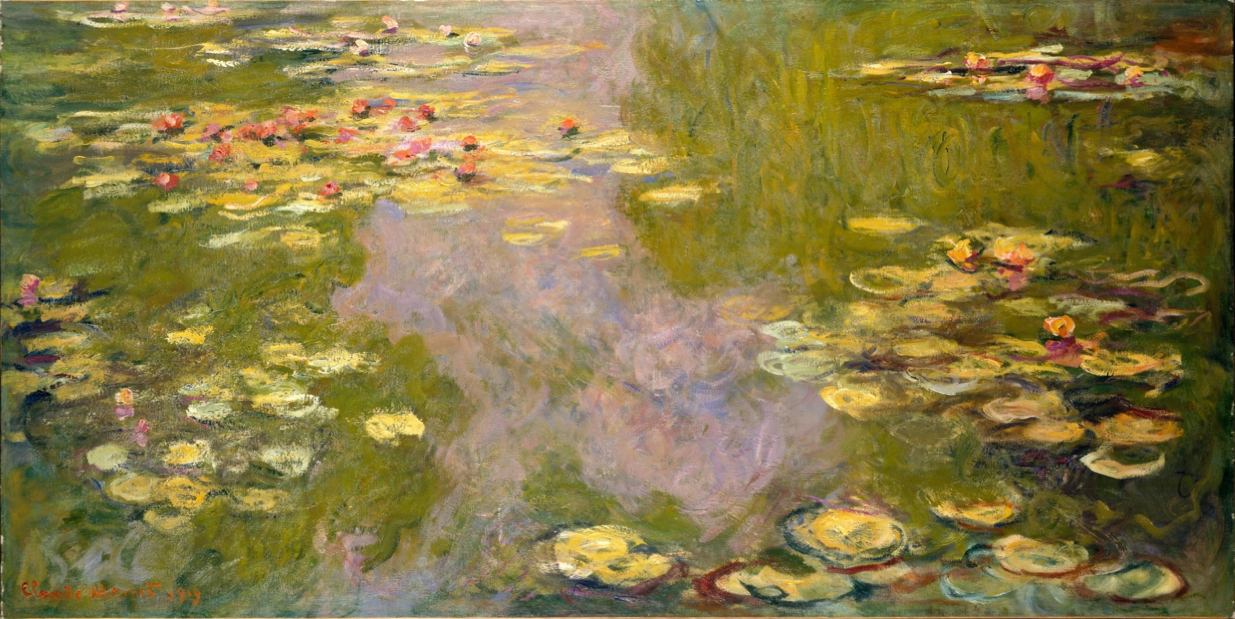
Lekníny, 1919, Metropolitan Museum of Art, New York City
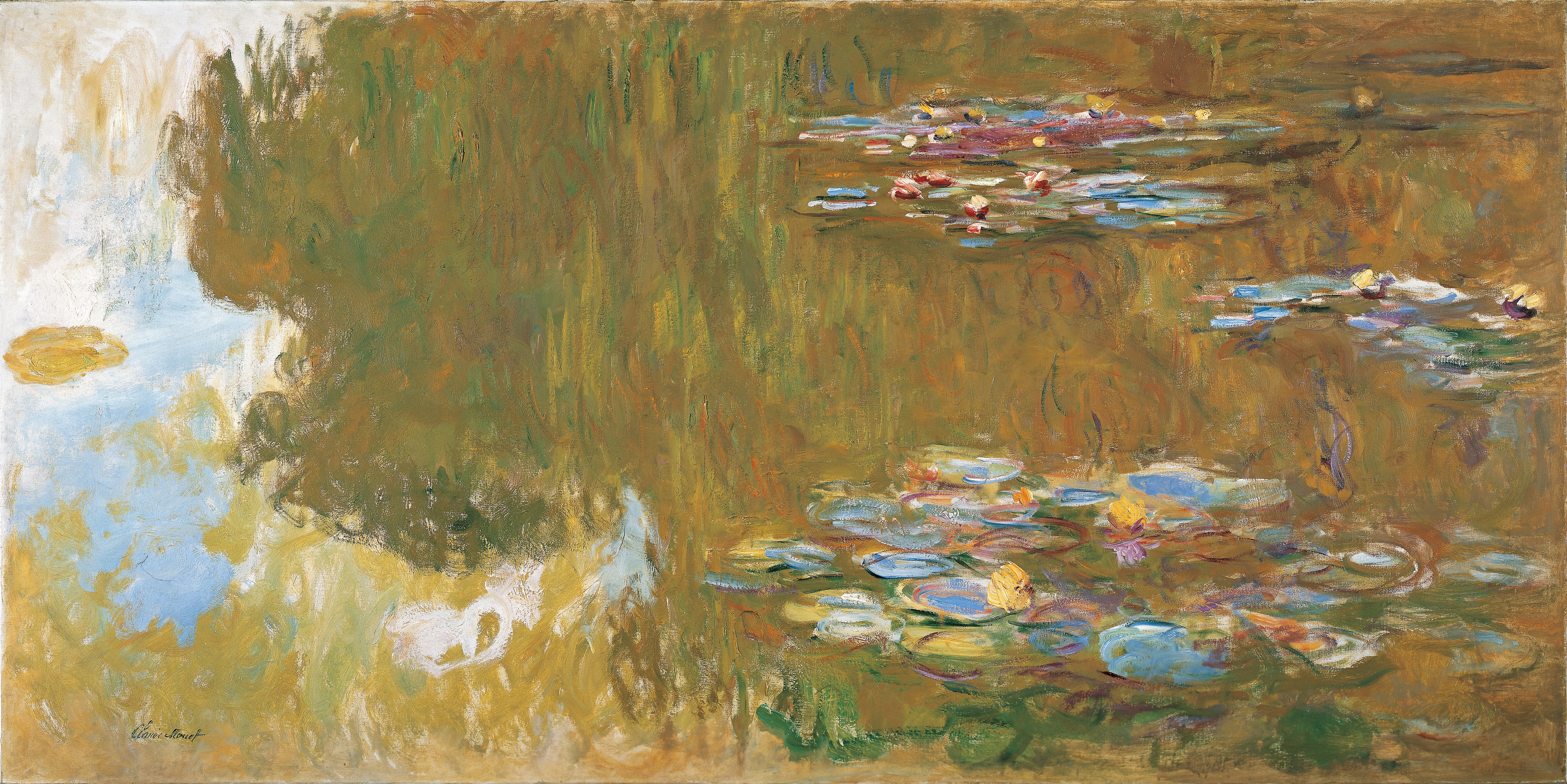
Rybník s lekníny, asi 1917–1919, Albertina
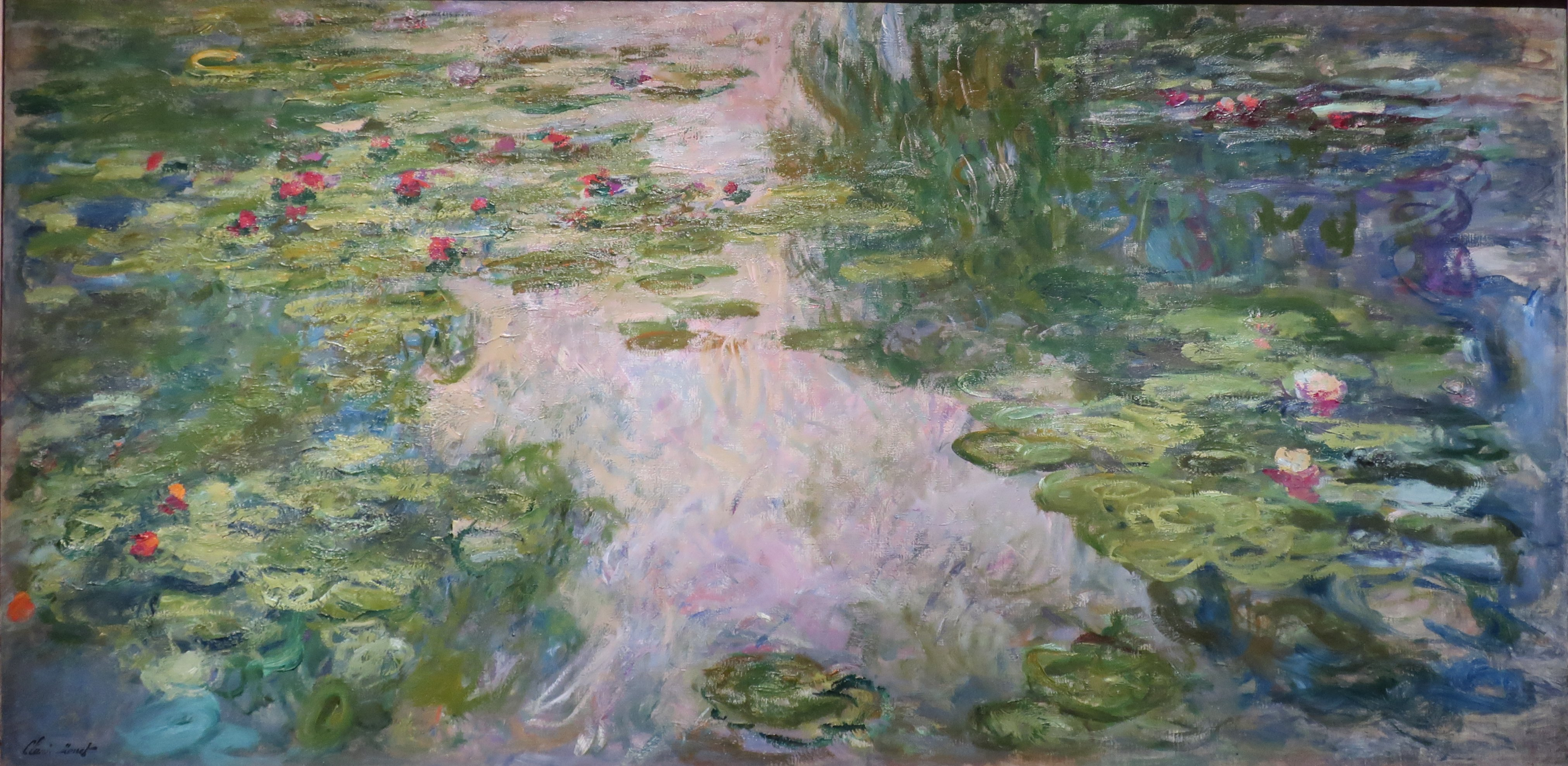
Lekníny, 1917–1919, Honolulu Museum of Art
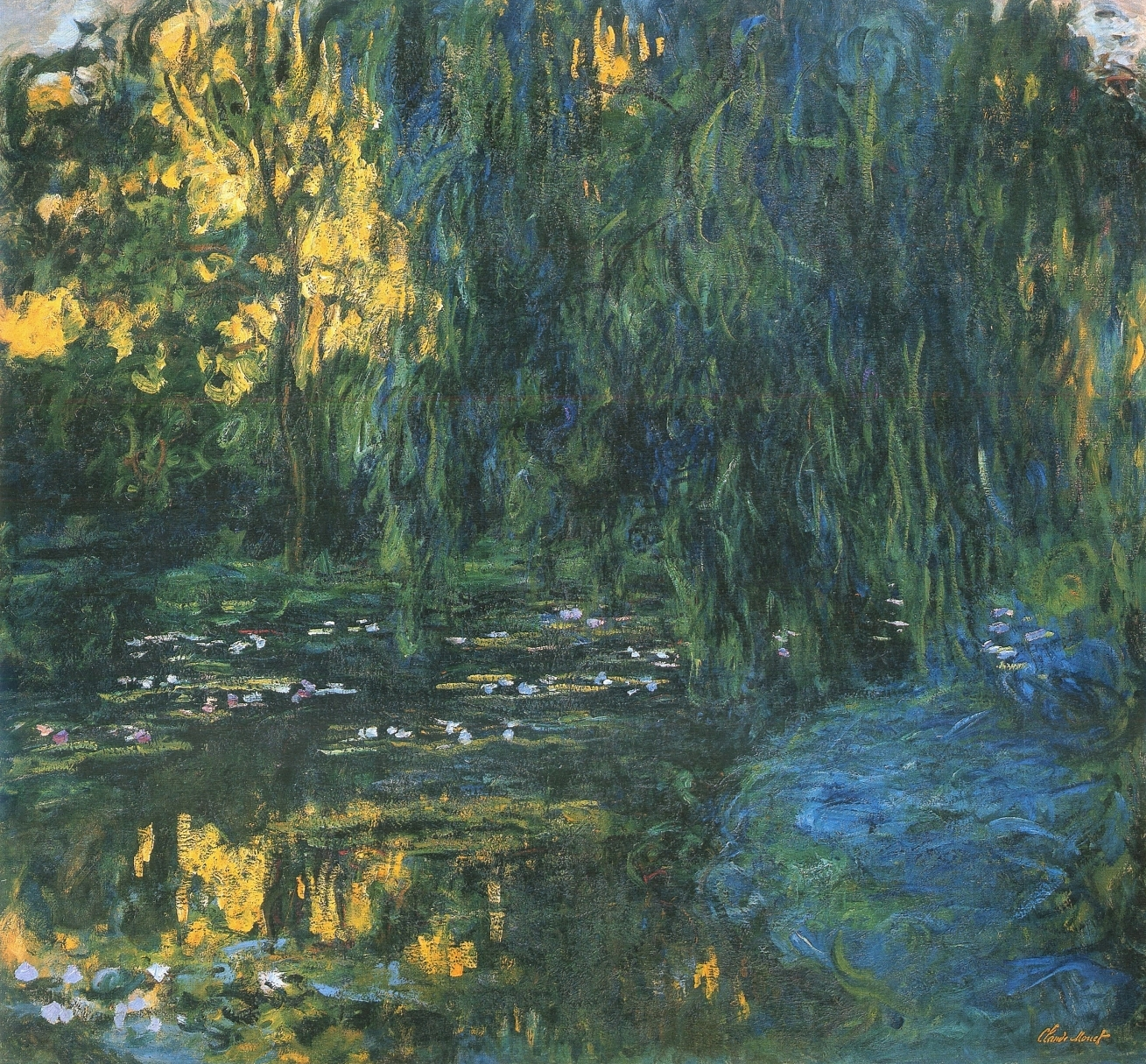
Rybník s lekníny a vrba, 1916–1919, soukromá sbírka
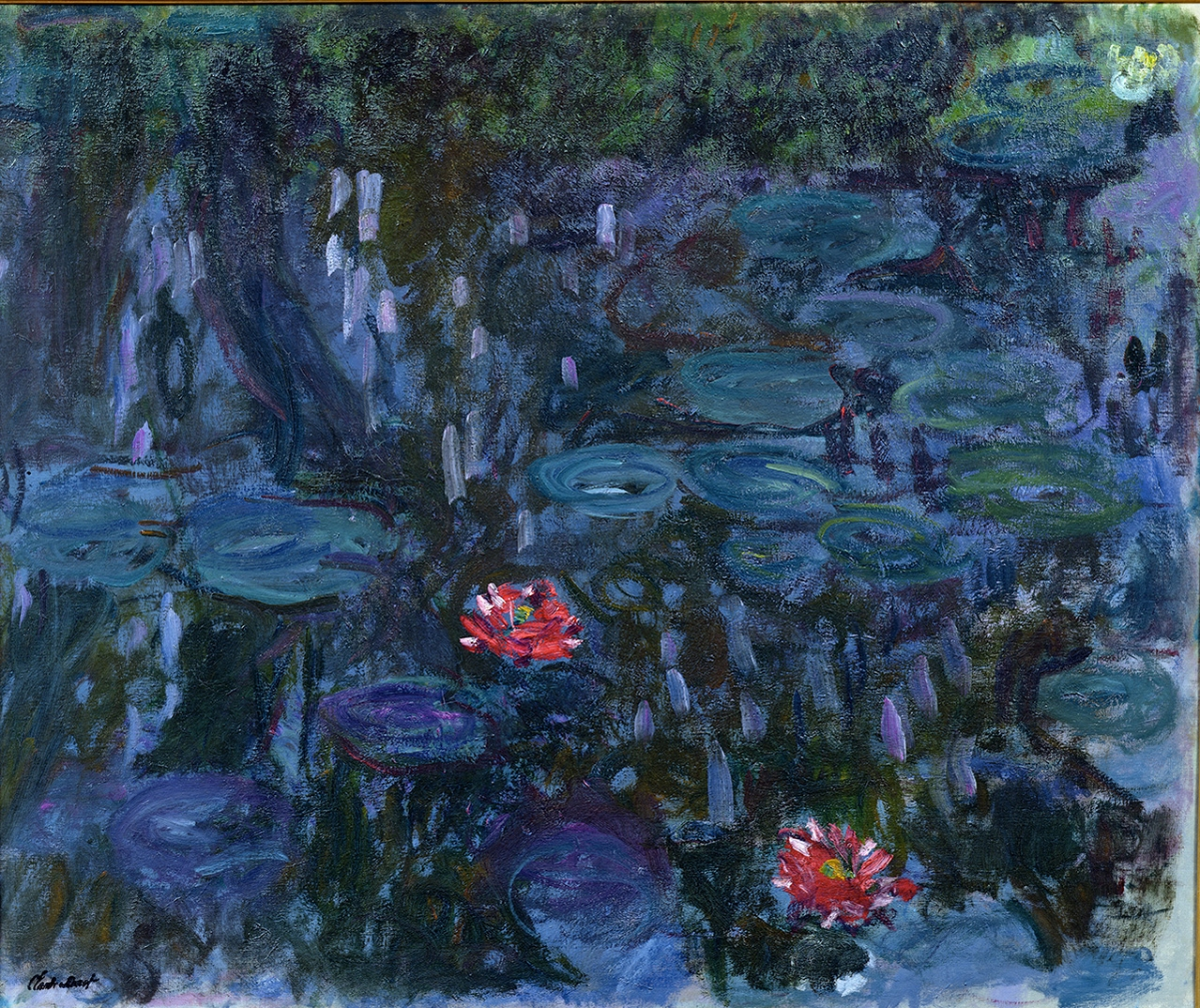
Nymphéas reflets de saule, 1916–1919, Musée Marmottan Monet
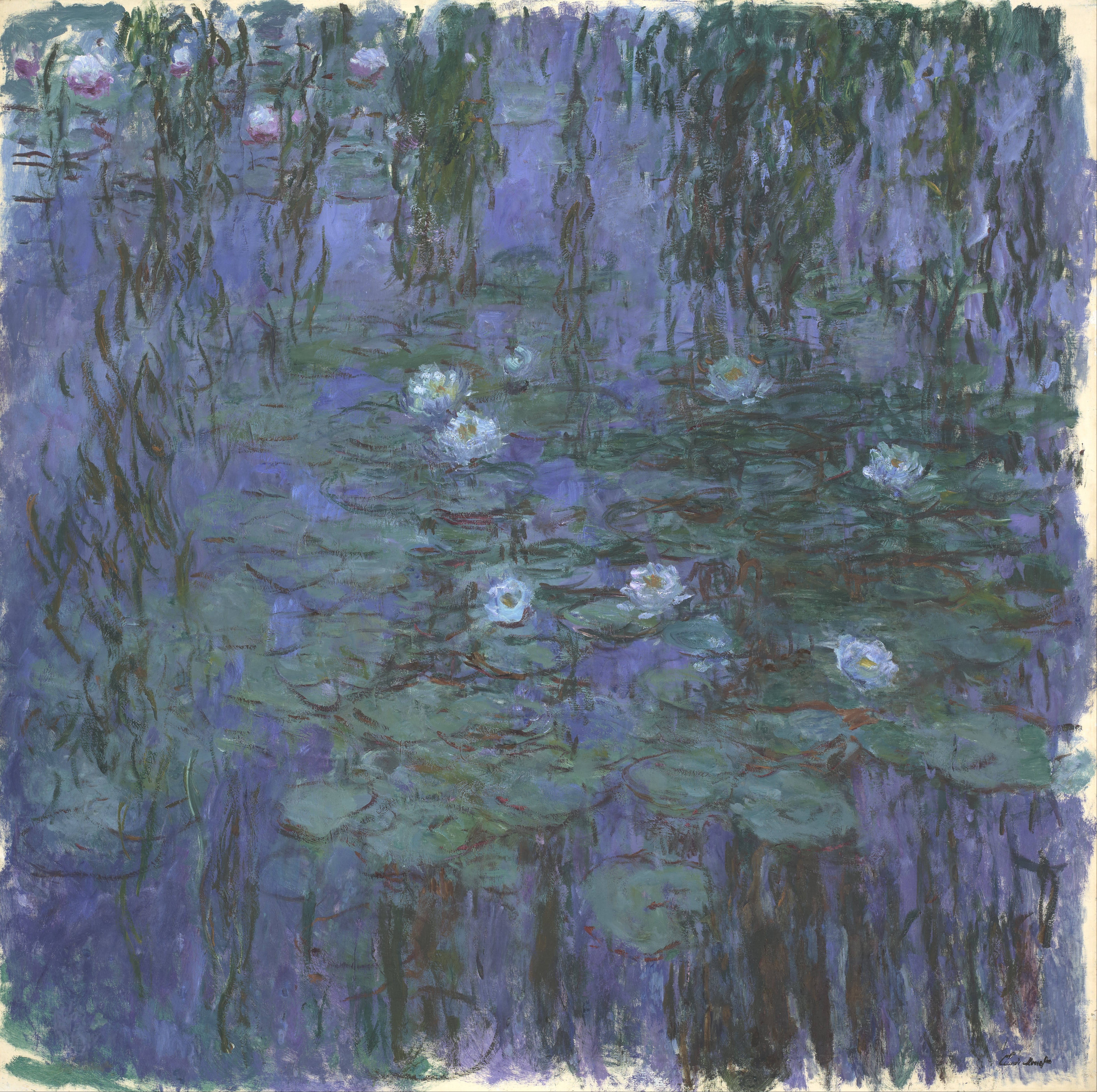
Modré lekníny, 1916–1919, Musée d'Orsay
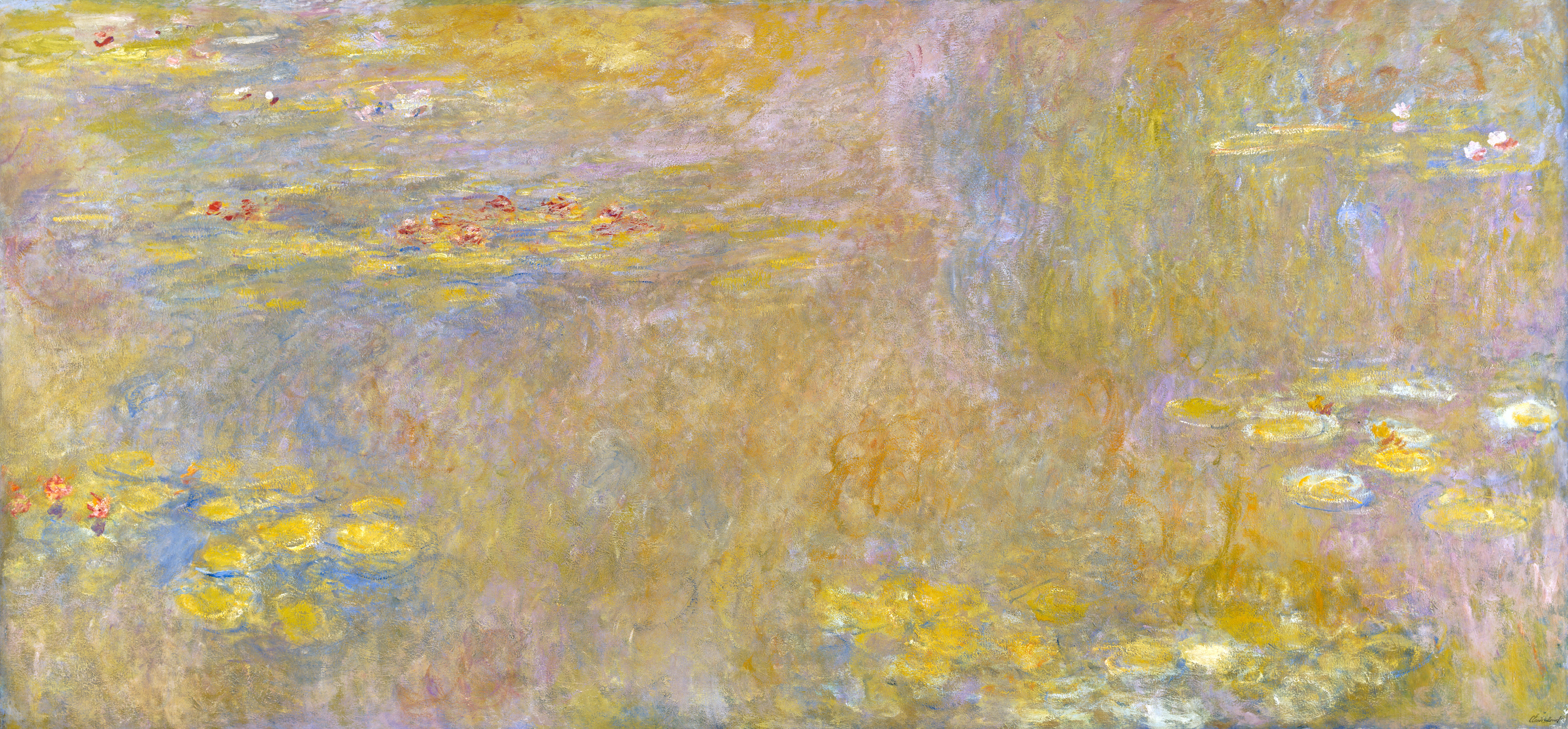
Lekníny (Žlutá nírvána), po r. 1916, National Gallery, London
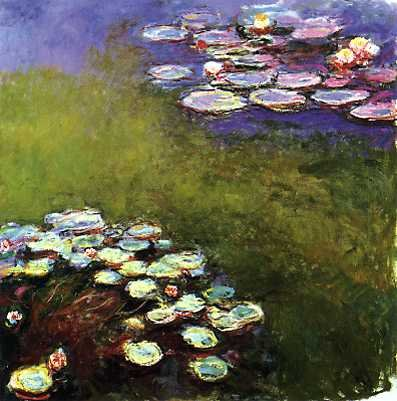
Lekníny, 1916, Musée Marmottan Monet
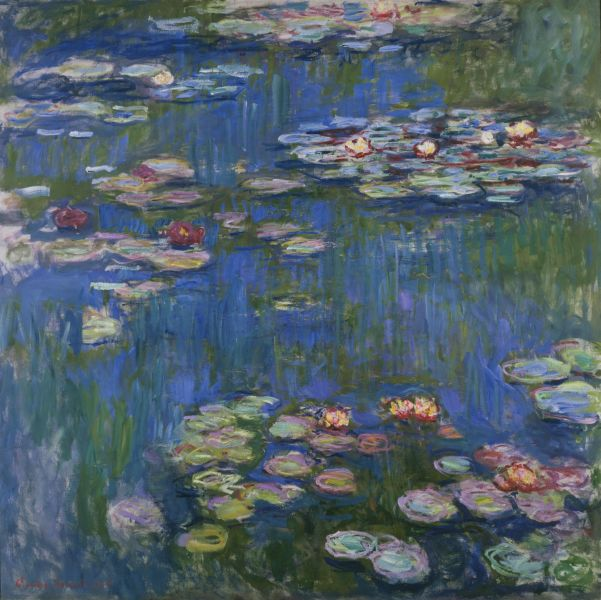
Lekníny, 1916, National Museum of Western Art, Tokyo
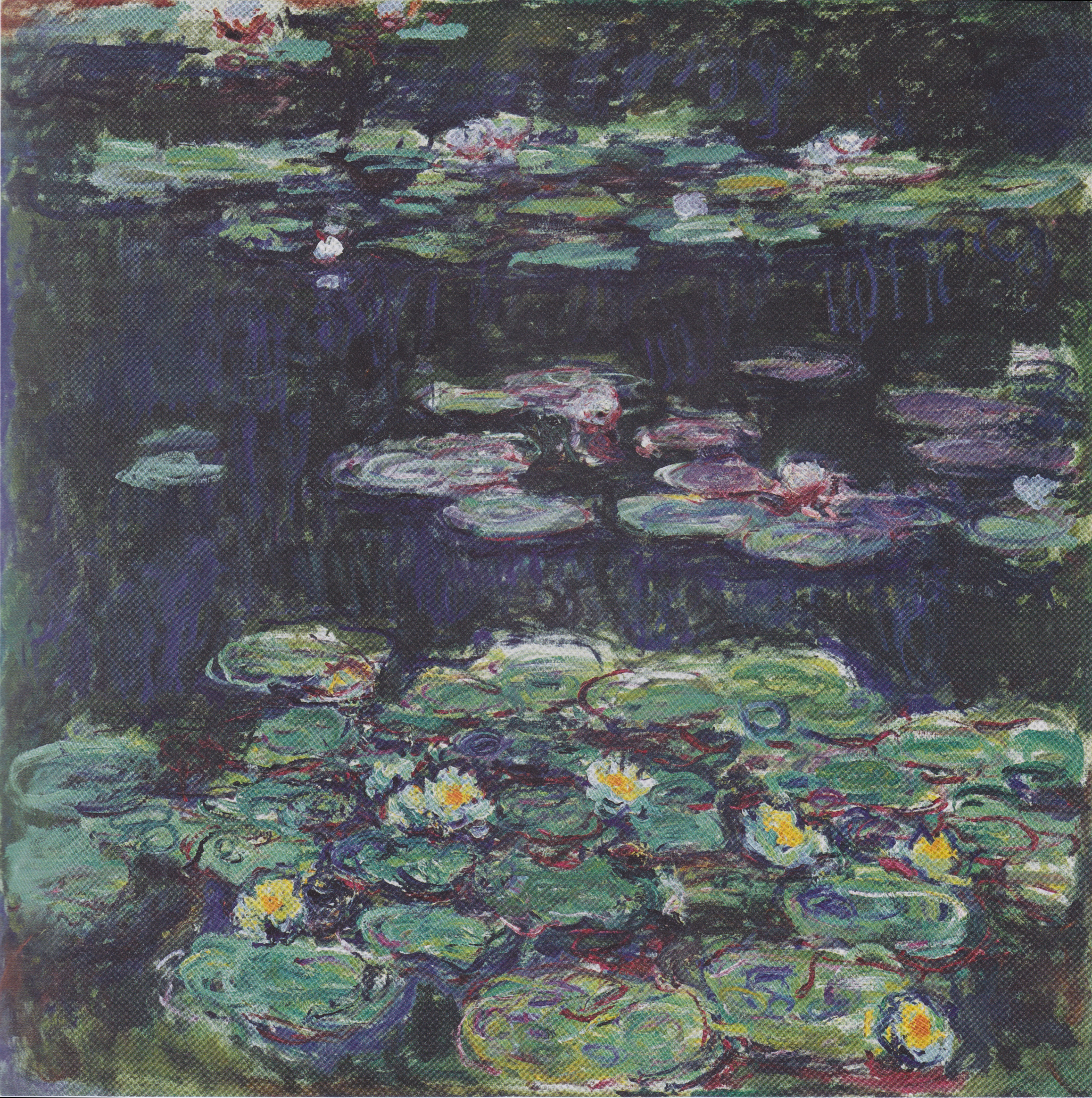
Bílé a žluté lekníny, 1915–1917, Kunstmuseum Winterthur, Winterthur
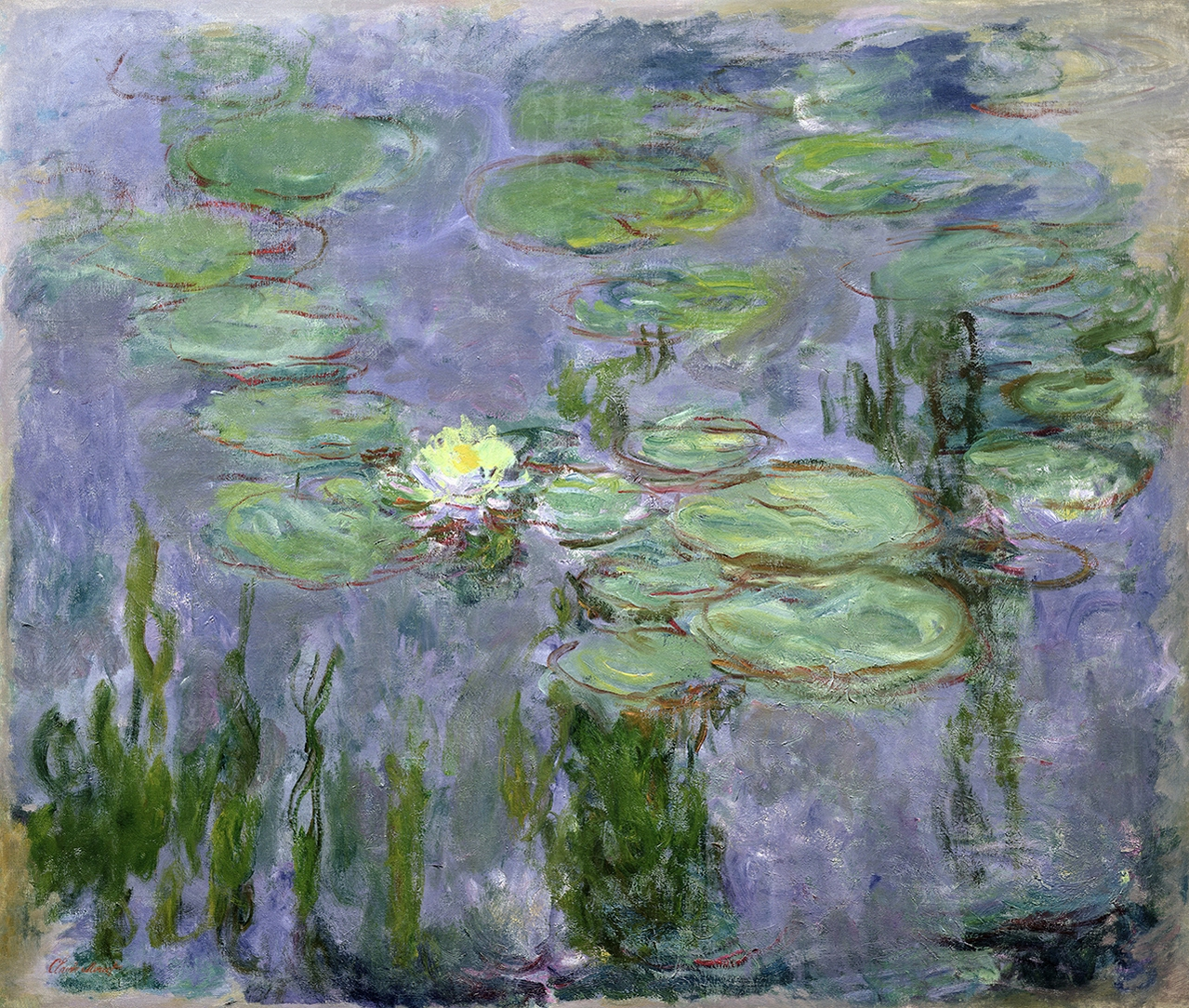
Lekníny, 1915, Musée Marmottan Monet
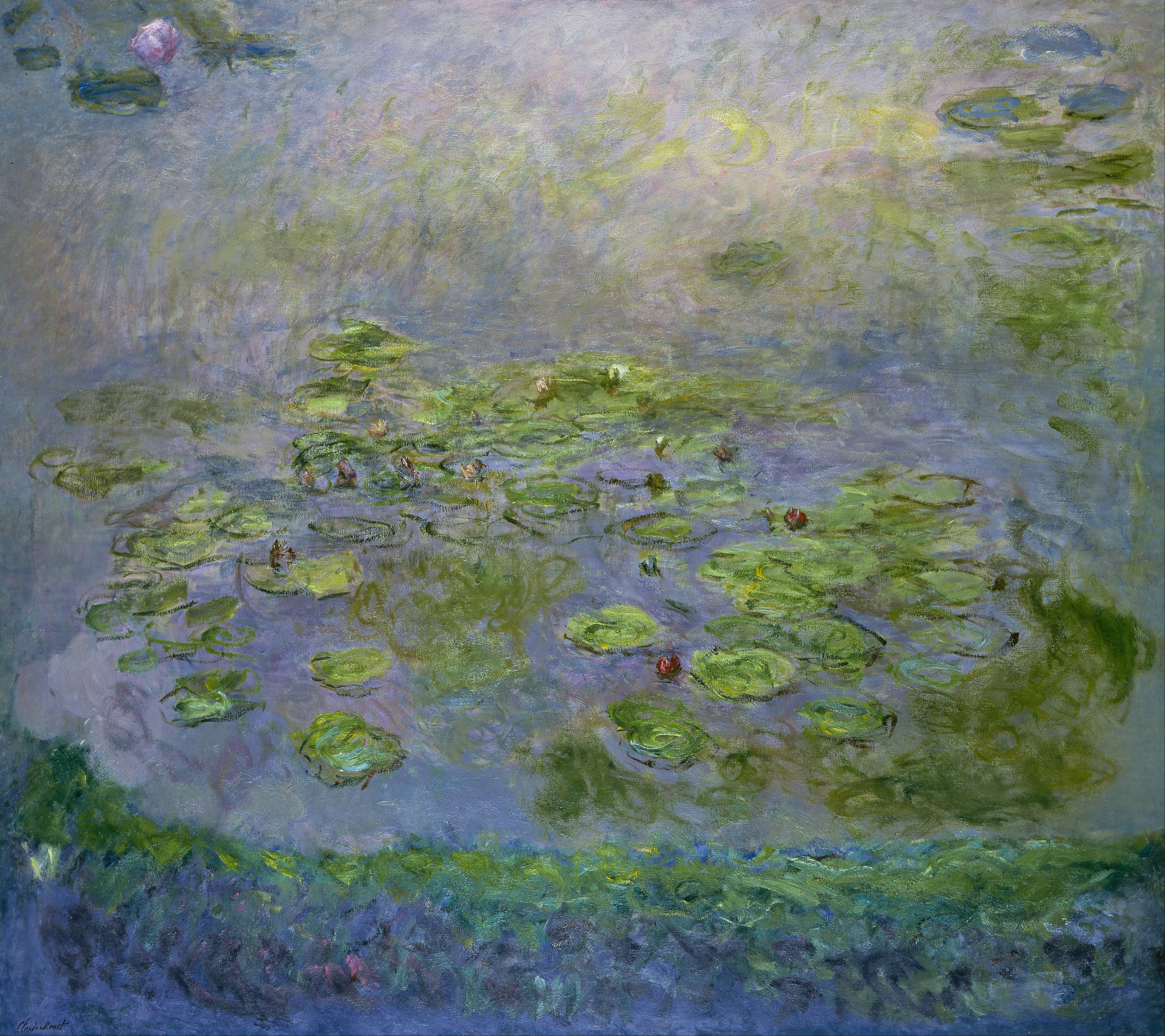
Lekníny, 1914–1917, National Gallery of Australia
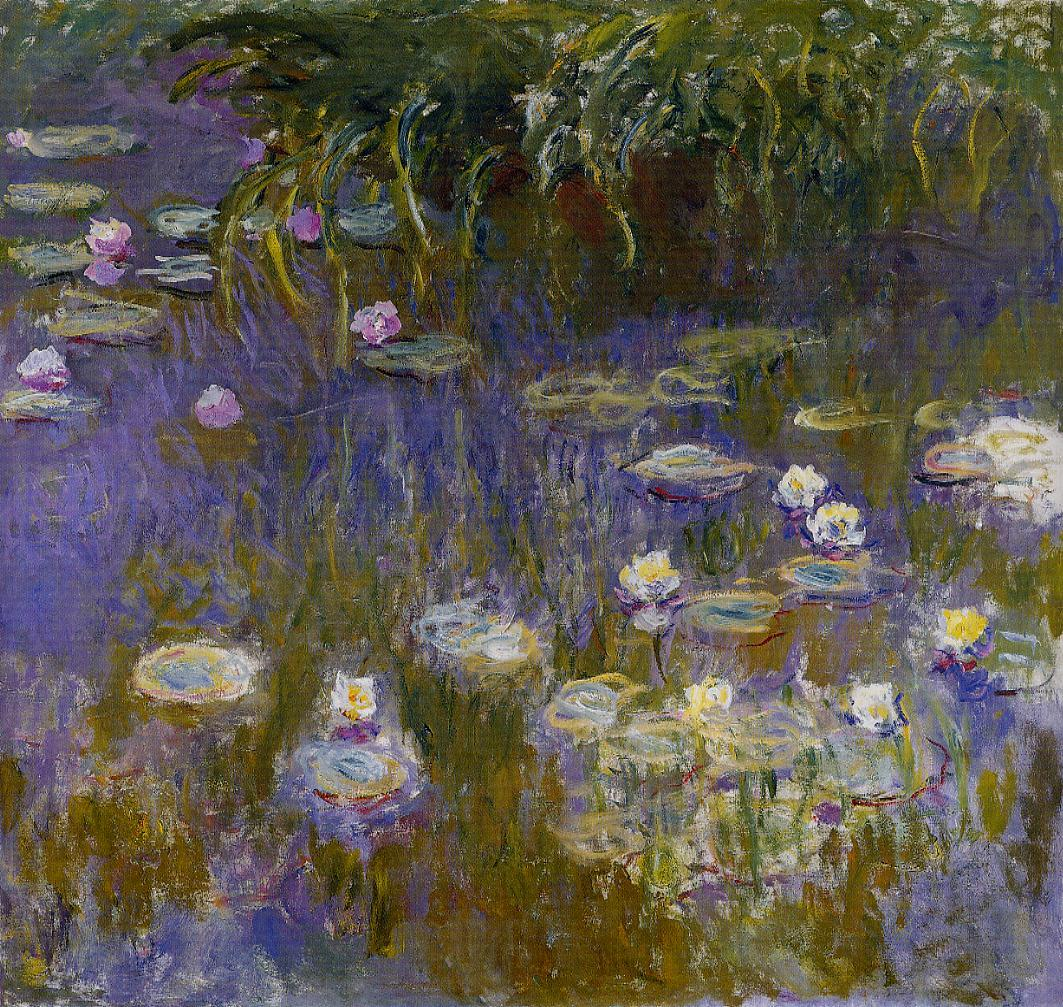
Lekníny, 1914–1917, Toledské umělecké muzeum
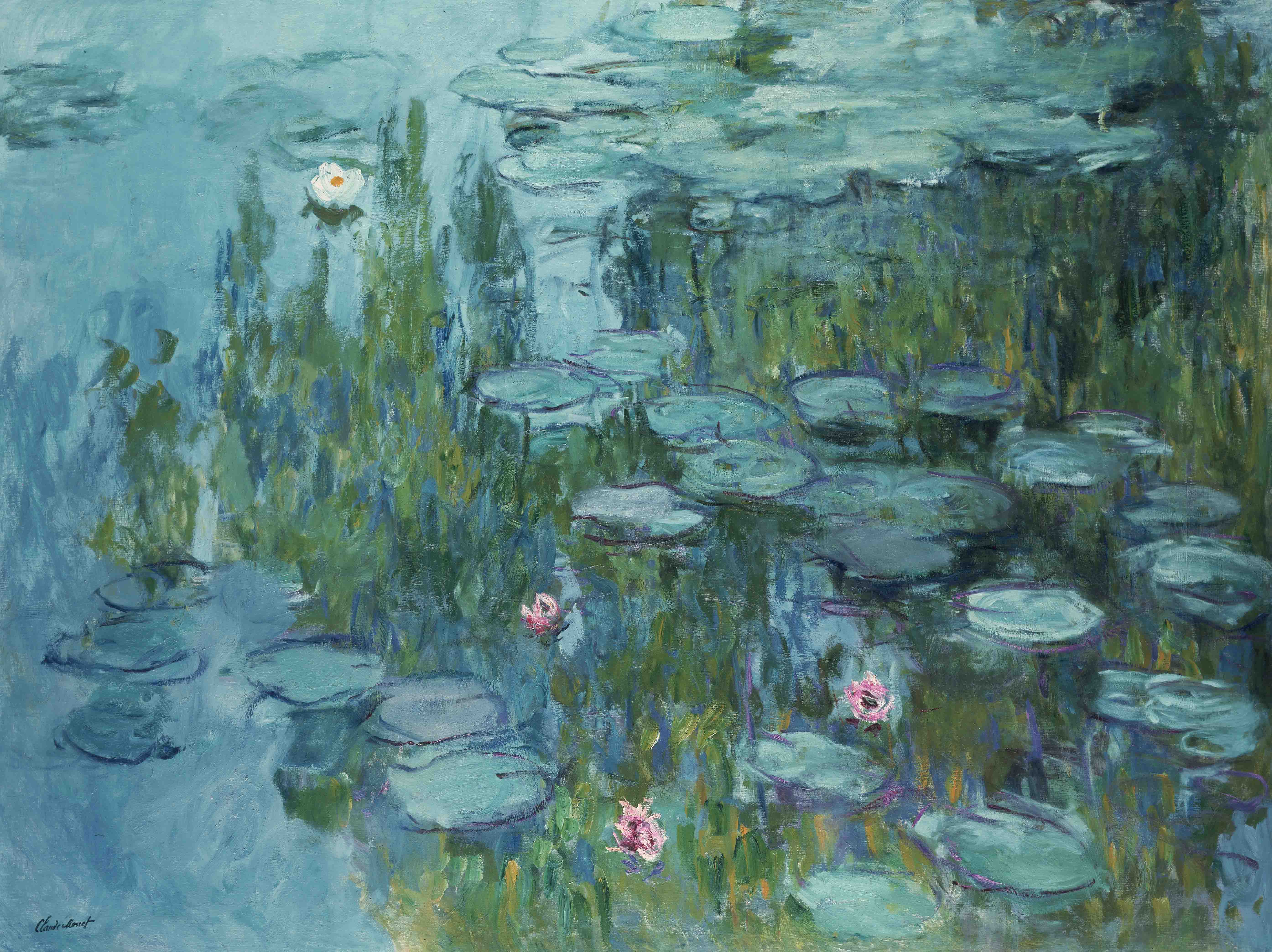
Lekníny, 1915, Neue Pinakothek, Mnichov
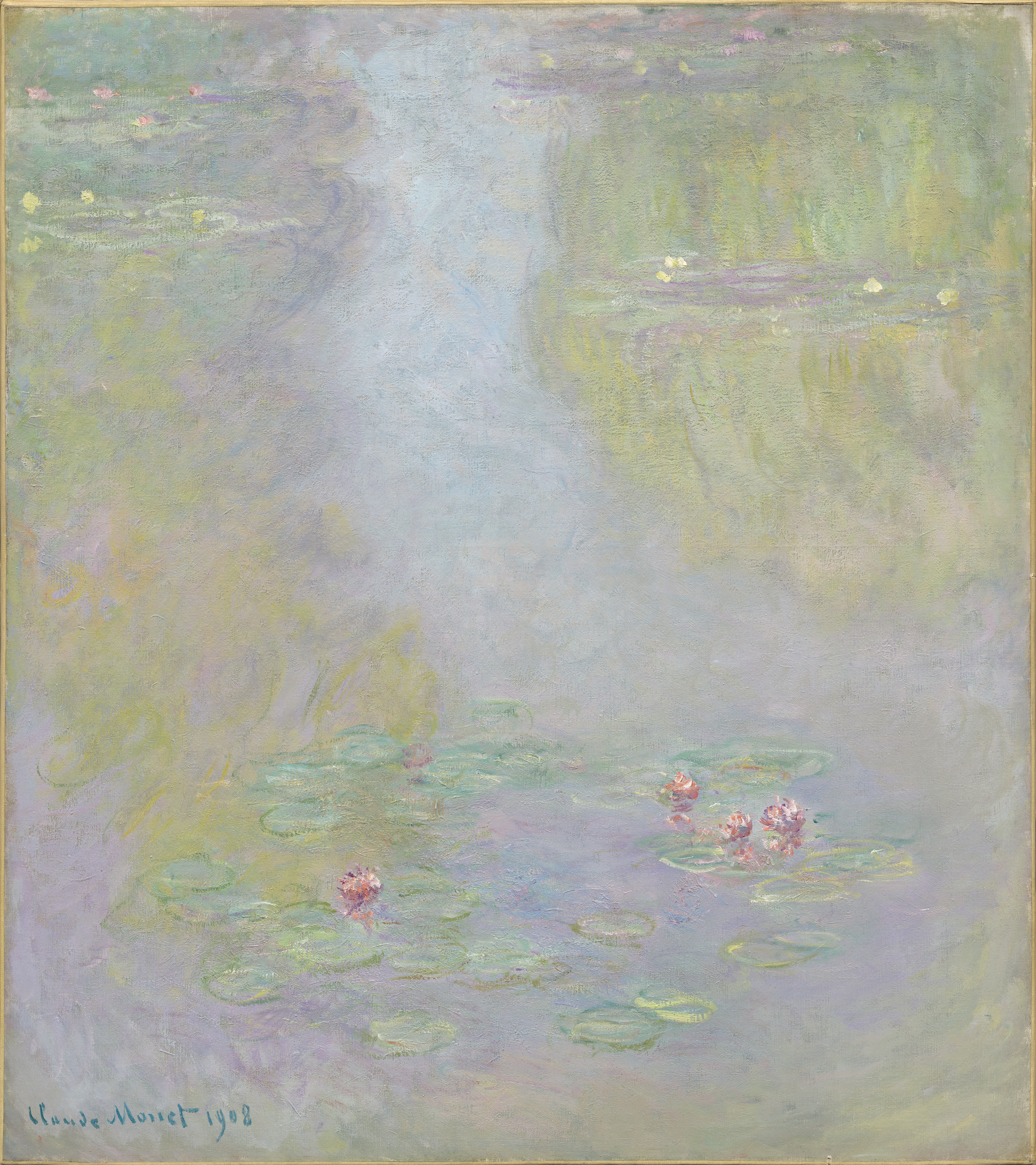
Lekníny, 1908, Tokyo Fuji Art Museum
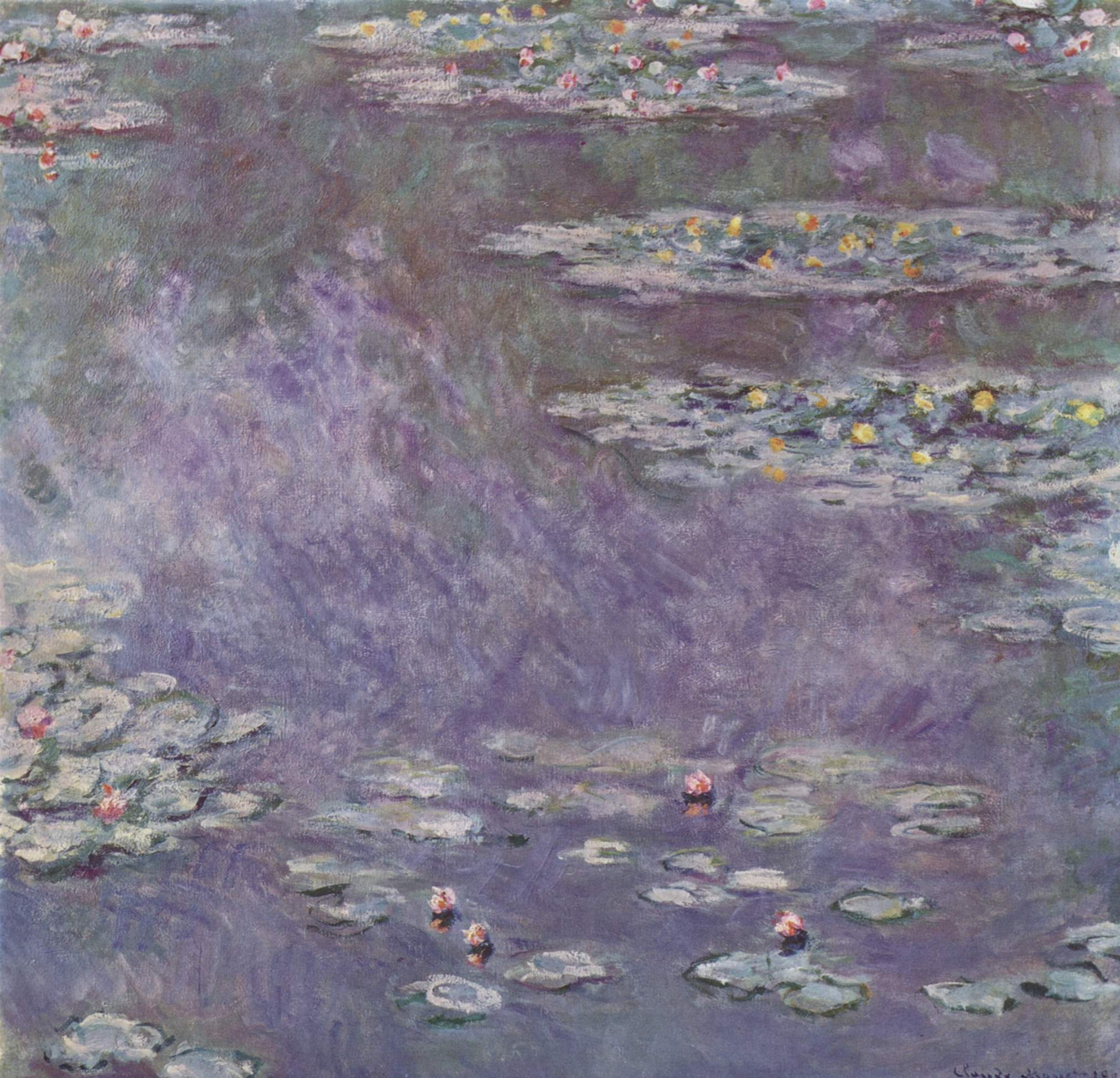
Rybník s lekníny, 1908, soukromá sbírka
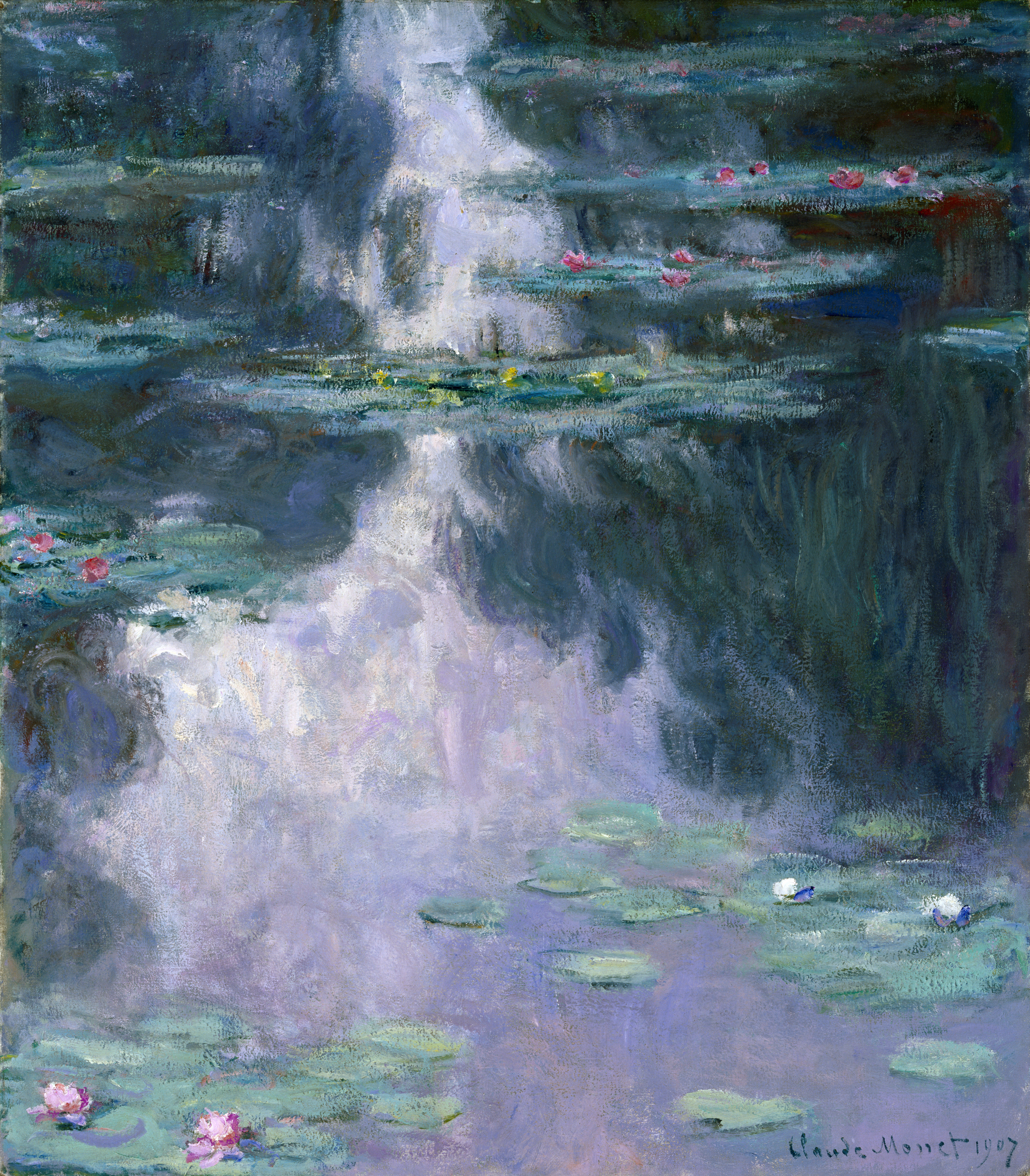
Lekníny, 1907 The Museum of Fine Arts, Houston
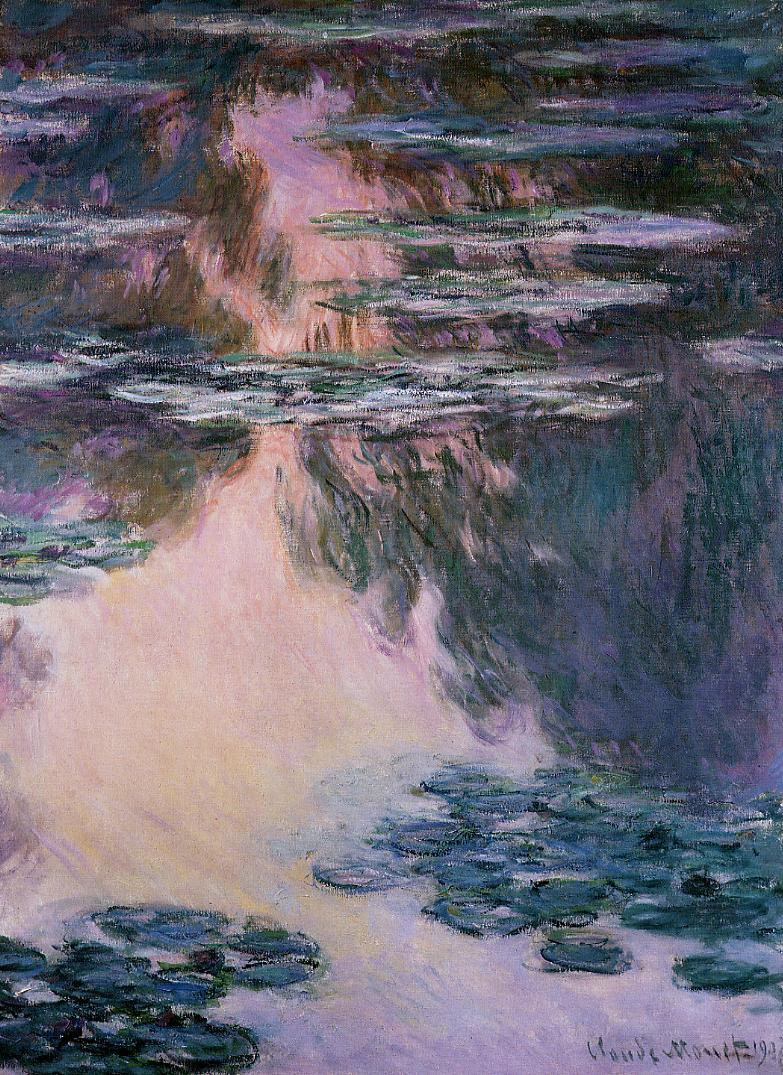
Lekníny, 1907, Bridgestone Museum of Art, Tokyo
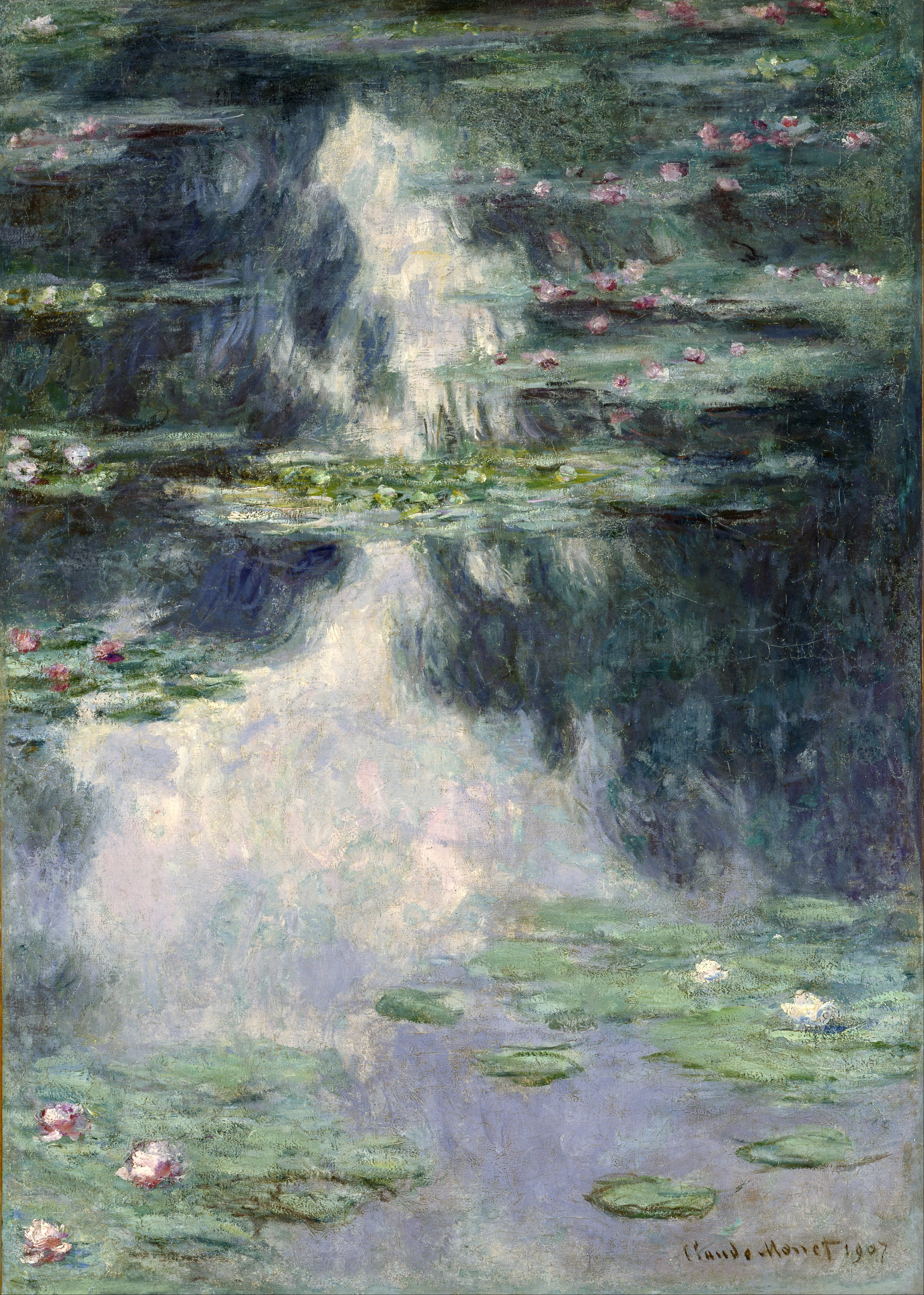
Rybník s lekníny, 1907, Israel Museum
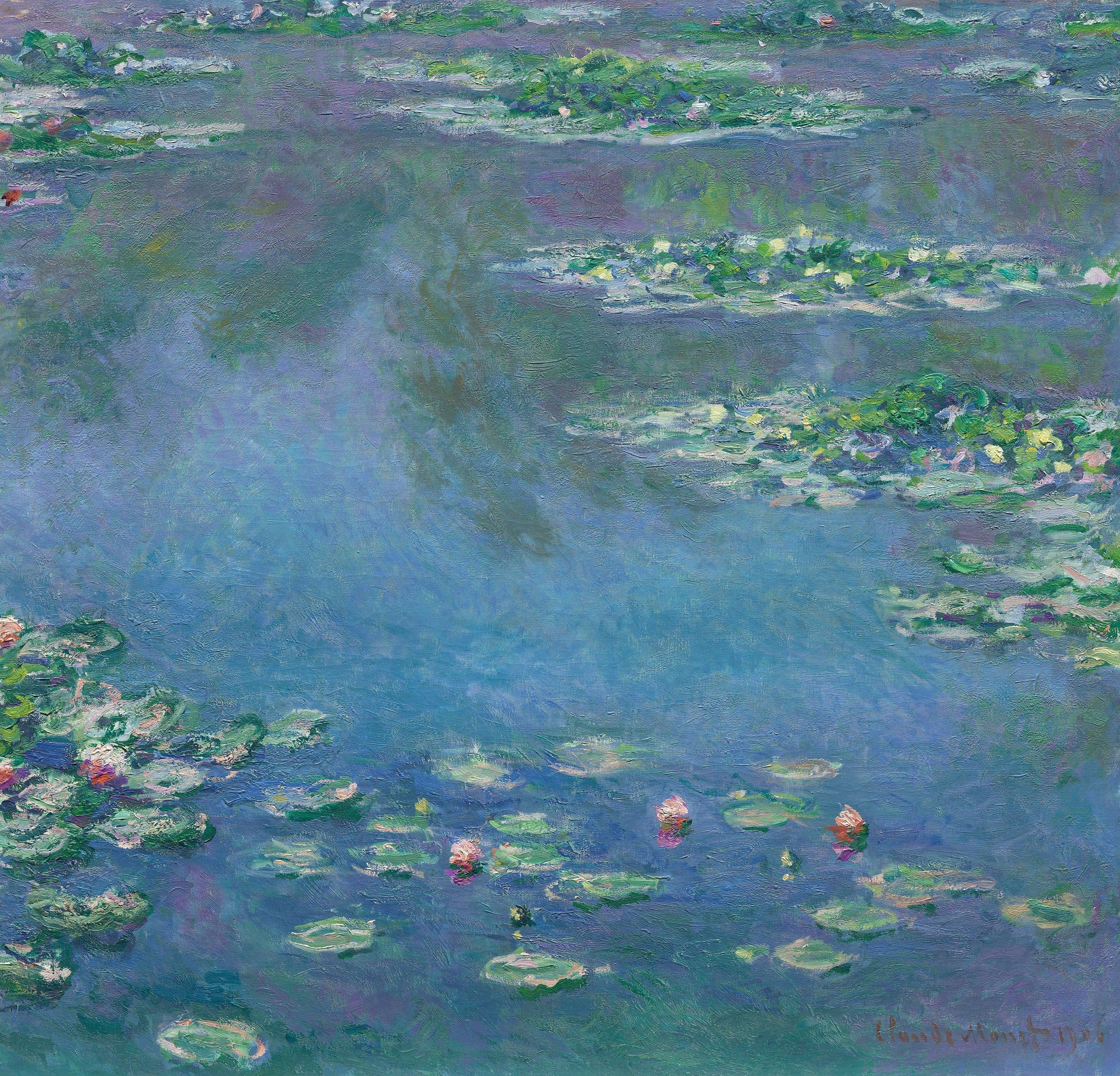
Lekníny, 1906, Art Institute of Chicago
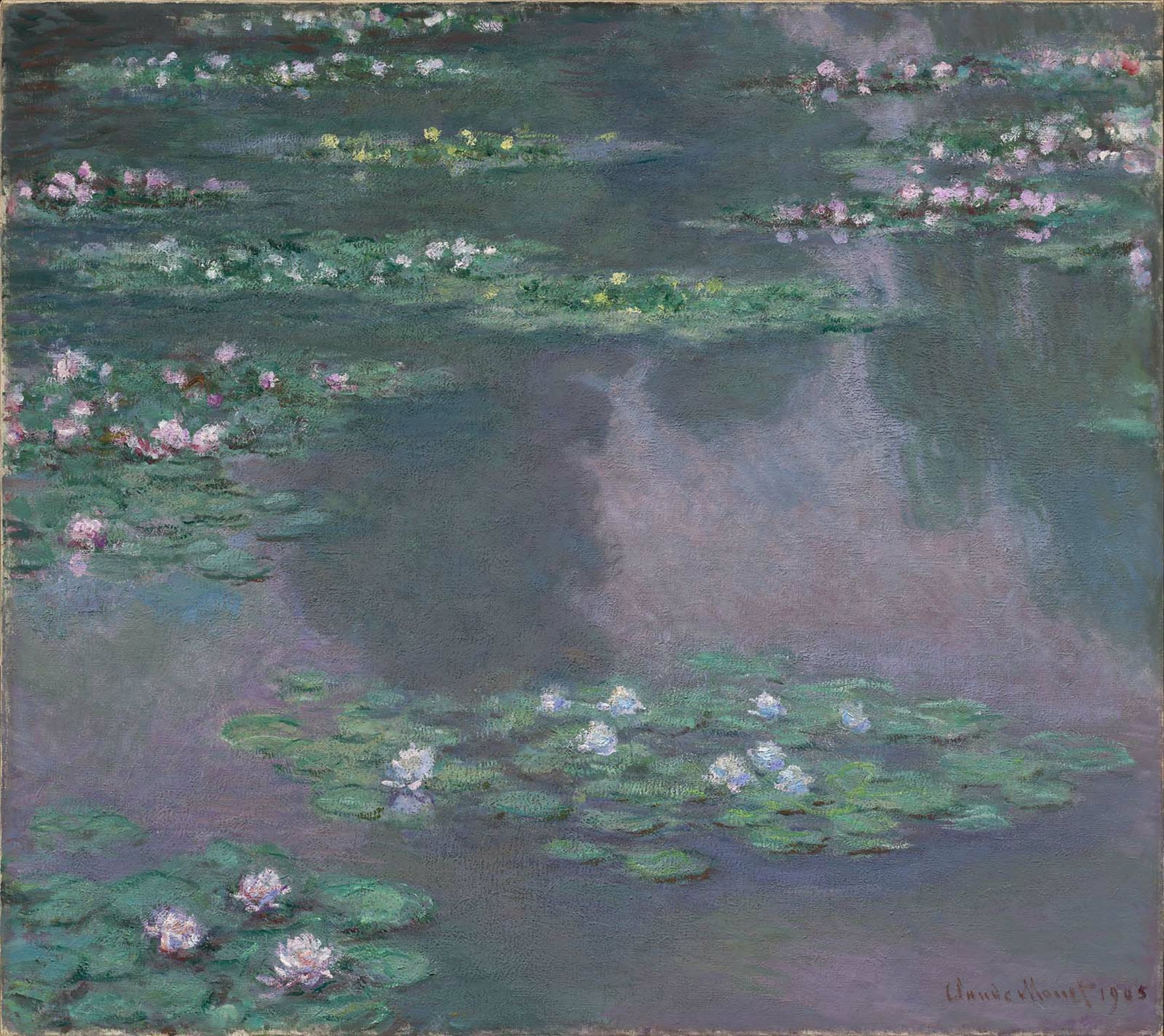
Lekníny, 1905, Museum of Fine Arts, Boston
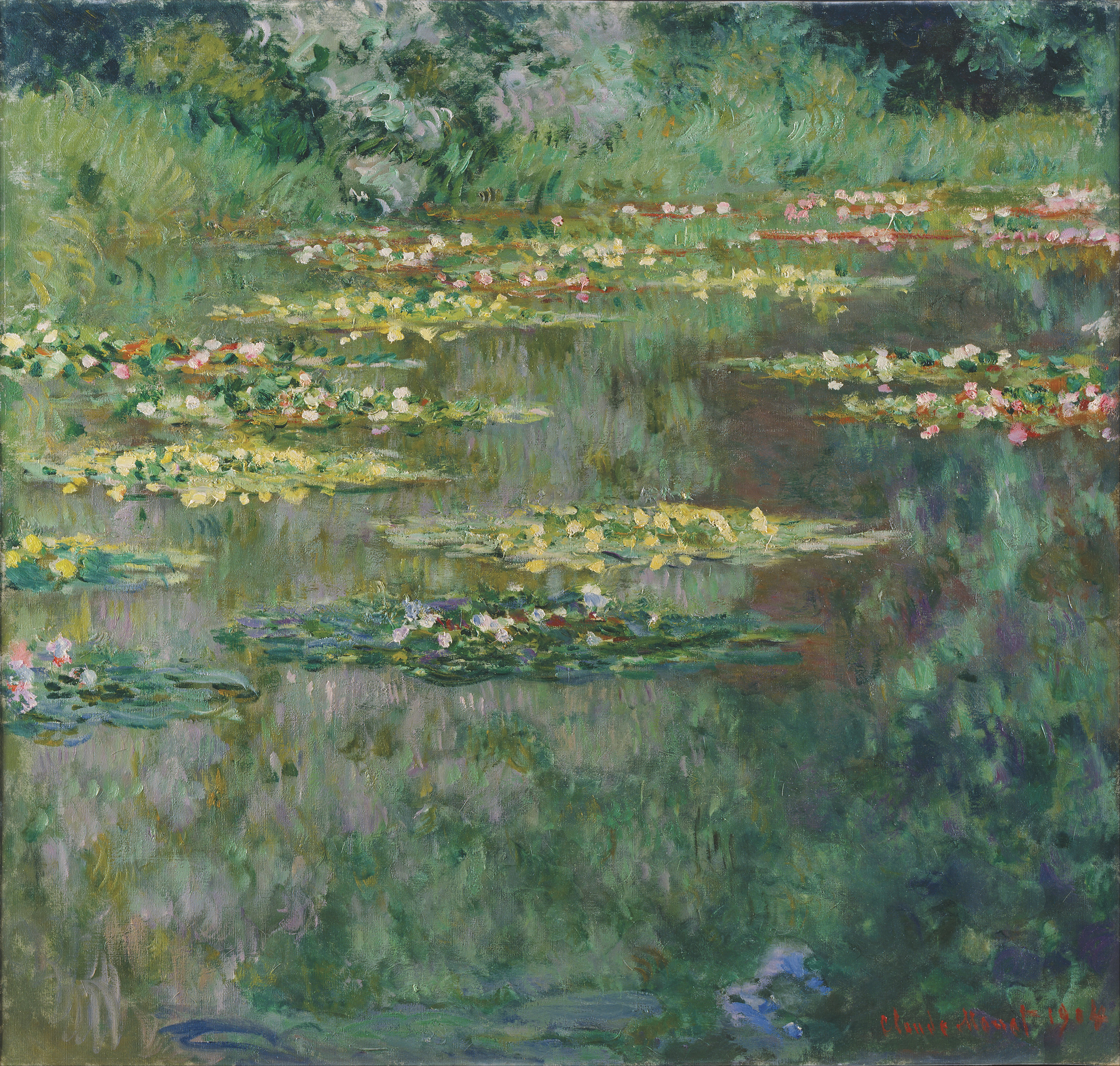
Rybník s lekníny, 1904, Denver Art Museum
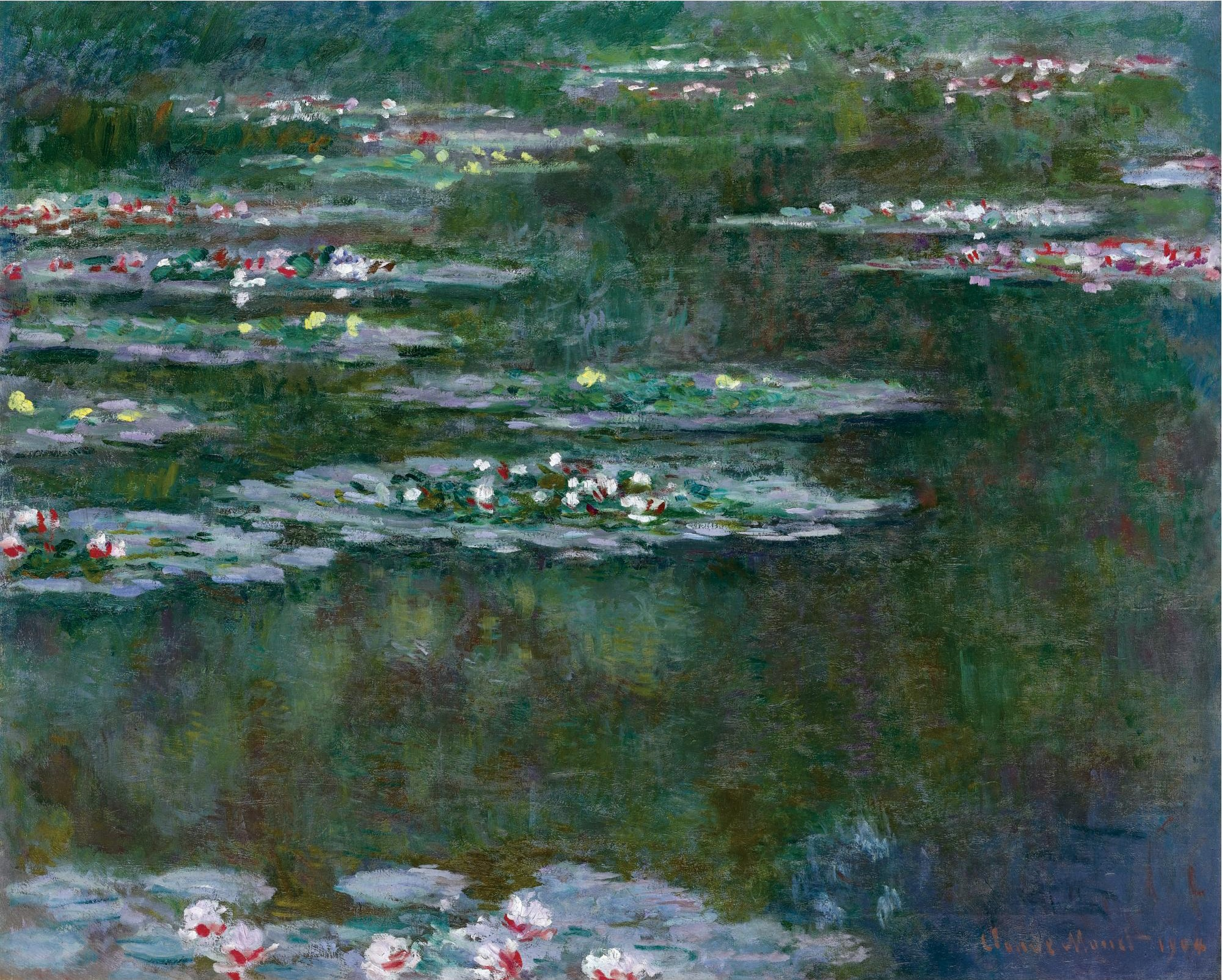
Lekníny, 1904, soukromá sbírka
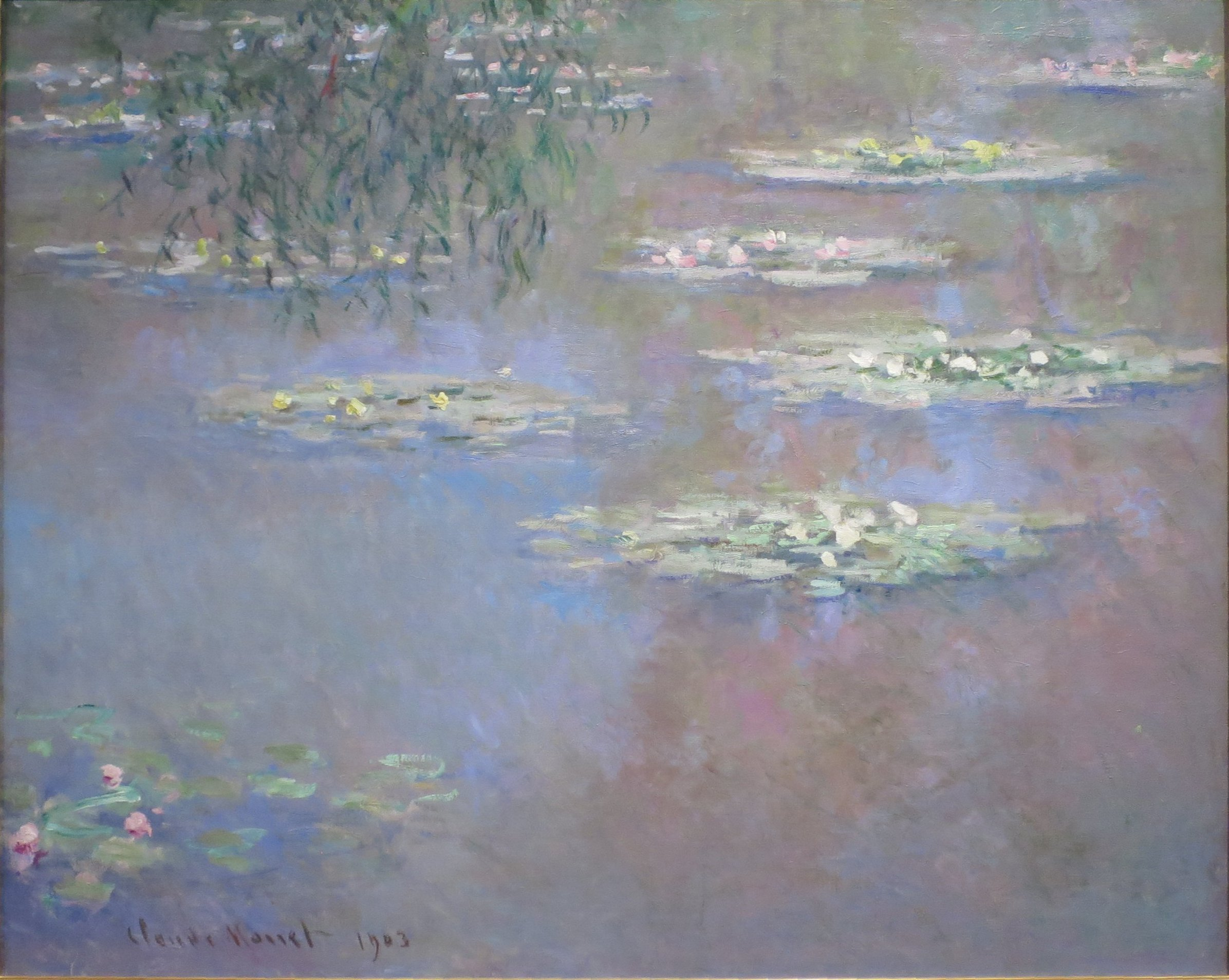
Lekníny, 1903, Dayton Art Institute, Dayton
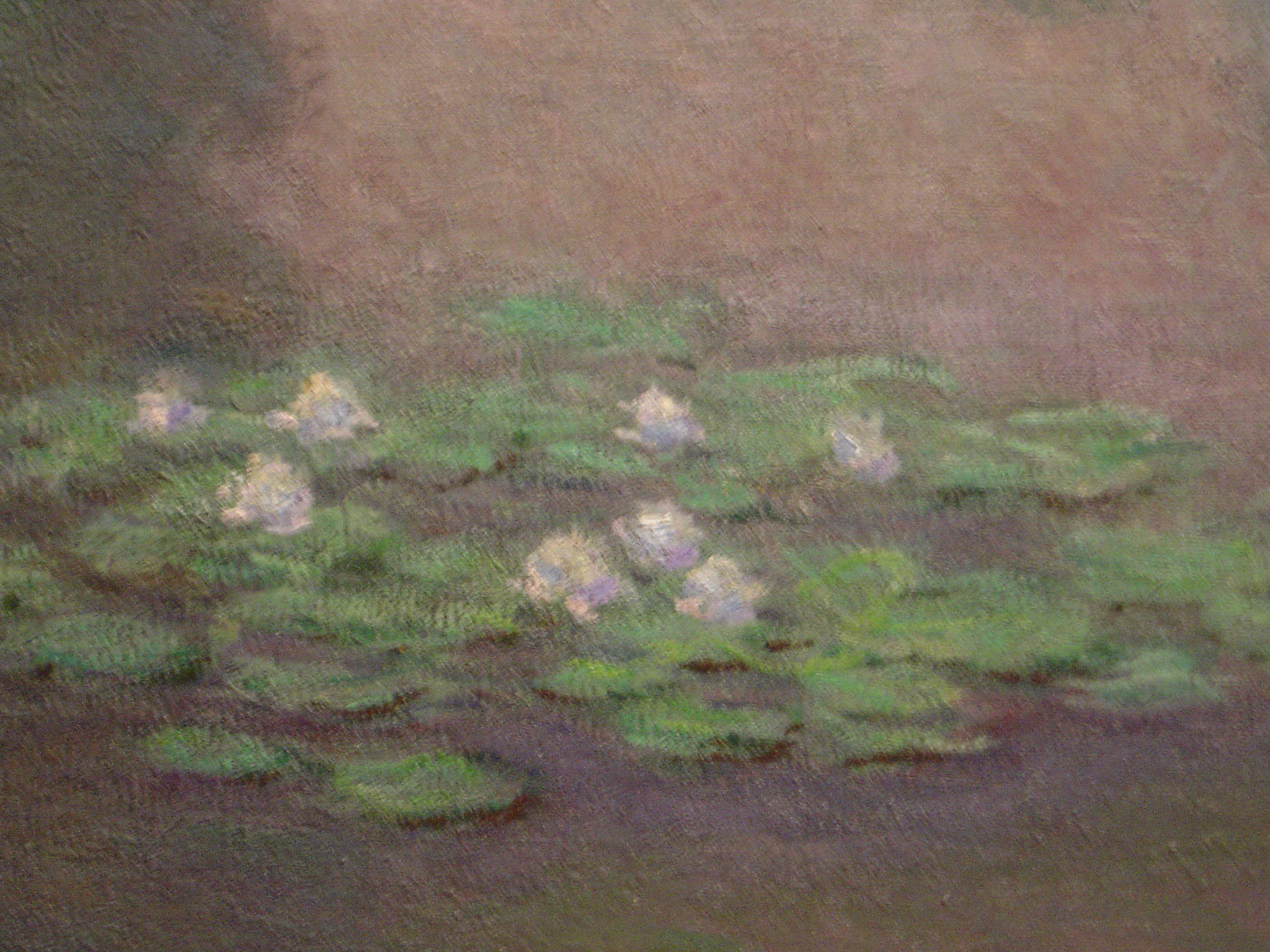
Rybník s lekníny, detail, 1899, Boston Museum of Fine Arts
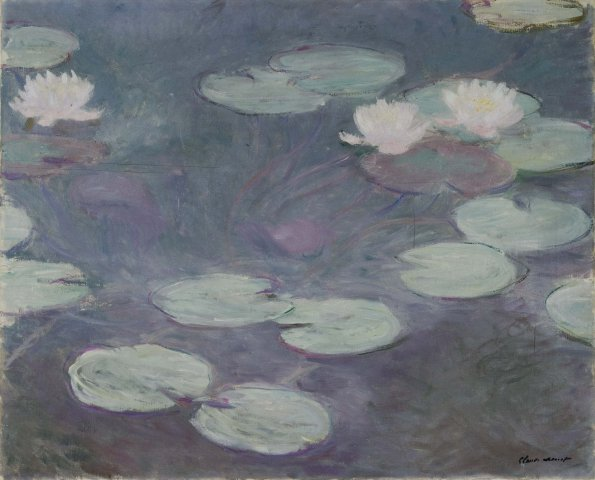
Lekníny, 1897–1899, Galleria Nazionale d'Arte Moderna
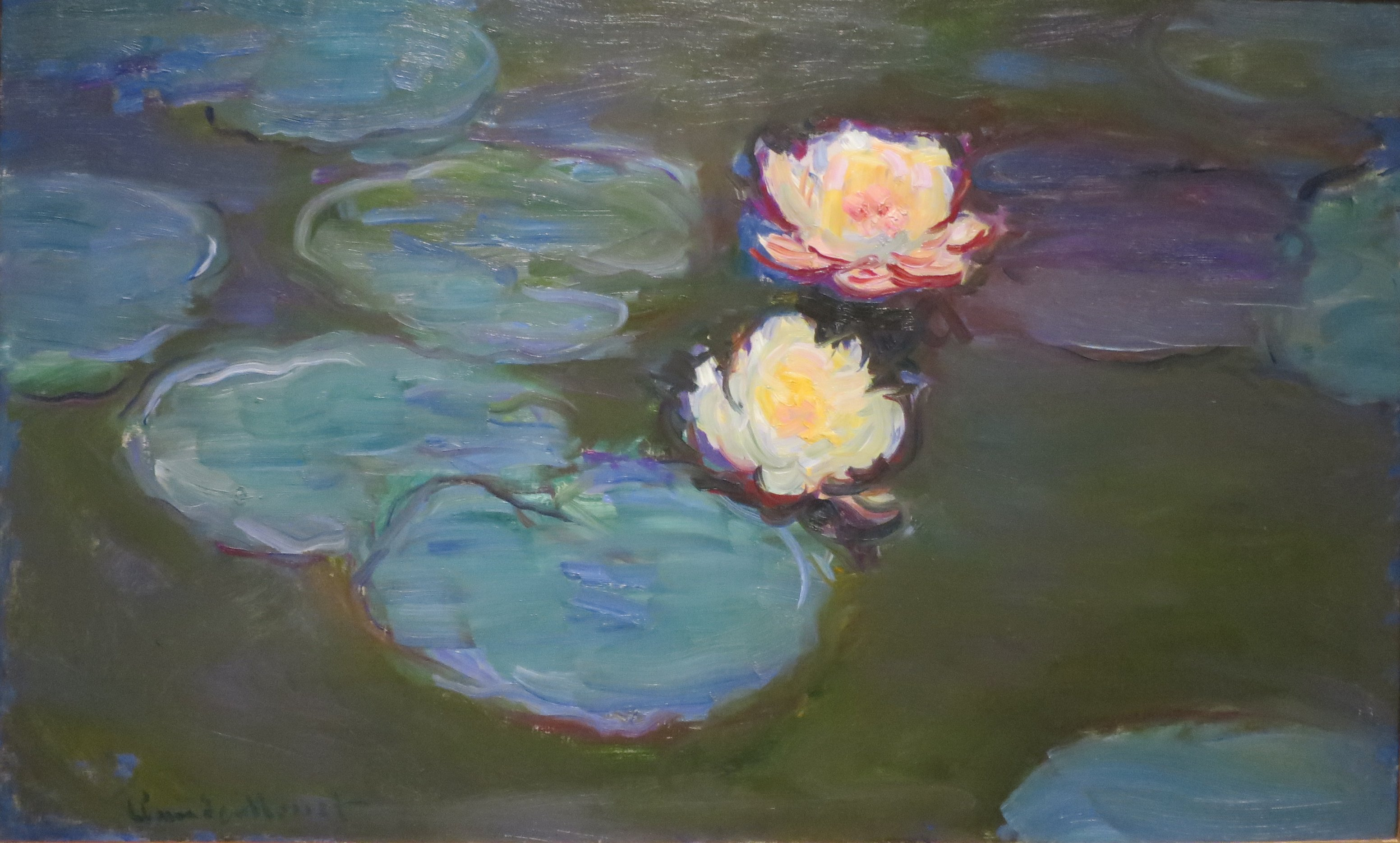
Lekníny, 1897–98, Los Angeles County Museum of Art
Lekníny a japonský můstek, 1897–1899, Princeton University Art Museum